# Rasmus Dahlin
Rasmus Dahlin (Lidköping, Suecia, 13 de abril de 2000) es un jugador profesional sueco de hockey sobre hielo que se desempeña en la posición de defensor izquierdo en Buffalo Sabres, equipo de la National Hockey League (NHL).

## Carrera
Fue seleccionado en la primera ronda en la NHL Entry Draft de 2018. Hizo su debut profesional con el equipo Buffalo Sabres, donde lleva jugando seis temporadas.